# Julia (cançó de The Beatles)
«Julia» és una cançó de la banda britànica de rock The Beatles. És l'última cançó en el costat dos (disc un en CD) del seu l'àlbum del 1968, The Beatles (conegut com The White Album).
Igual que altres temes inclosos a l'àlbum, com ara «Blackbird» o «Mother Nature's Son», la cançó és acústica; això es deu al fet que durant el seu retir en l'Índia l'únic instrument occidental al que els Beatles tenien accés era la guitarra.

## Origen i lletra
«Julia» va ser escrita per John Lennon (però acreditada a Lennon/McCartney, encara que Yoko Ono va contribuir alguns versos), i compta amb Lennon a la veu i la guitarra acústica. Va ser escrita en memòria de Julia Lennon, la mare de John, en complir-se deu anys de la seva mort, el 15 de juliol de 1968, durant la visita dels Beatles a l'Índia. Va ser aquí on Lennon va aprendre l'estil de guitarra "fingerpicking" del músic escocès Donovan. Cap altre Beatle va cantar o tocar en l'enregistrament. A diferència de Paul McCartney, que va realitzar diverses gravacions "solistes" atribuïdes al grup, com per exemple la seva famosa cançó «Yesterday», aquesta és l'única ocasió en què Lennon va tocar i cantar sense l'acompanyament de cap altre Beatle.
Julia Lennon va morir atropellada per un cotxe conduït per un oficial de policia, a pocs metres de Mendips, la casa a la qual vivien el seu fill John, de llavors 17 anys, i la tieta Mimi, la germana de Julia. El fet va agreujar el trauma de Lennon, que s'havia originat quan la tia Mimi havia agafat la seva custòdia, quan ell tenia 5 anys, i va haver de viure amb ella, allunyat de la seva mare.
En la cançó John parla amb la seva mare i li diu que la va escriure per poder arribar a ella, demanant-li que el toqui. John descriu a la seva mare utilitzant metàfores com a "ulls de cargol de mar" (seashell eyes) i "somriure de vent" (windy smile), "sorra dorment" (sleepeing sand), "núvol silenciós" (silent cloud). Notablement, entre les metàfores, John descriu a la seva mare com una "nena oceànica" (ocean child), que és un dels significats de la paraula "yoko" en japonès, per Yoko Ono, la seva segona esposa. El propi John es va encarregar de precisar que la cançó era una "combinació de Yoko i la meva mare foses en una".
Lennon es va inspirar també en el poeta i filòsof libanès Kahlil Gibran per escriure la lletra. Dos versos van ser elaborats a partir de dos aforismes inclosos en el llibre Sand and Foam (Sorra i escuma) publicat en 1926:
| « | Kahlil Gibran (Sand and Foam) Half of what I say is meaningless; but I say it so that the other half may reach you. When Life does not find a singer to sing her heart she produces a philosopher to speak her mind. | John Lennon (Julia) Half of what I say is meaningless; but I say it just to reach you Julia. When I cannot sing my heart, I can only speak my mind. | » |

## Personal
- John Lennon: Veus, guitarra rítmica i guitarra solista (Gibson J.160e amb transport al 2n caseller).[4]